# Тур (путешествие)

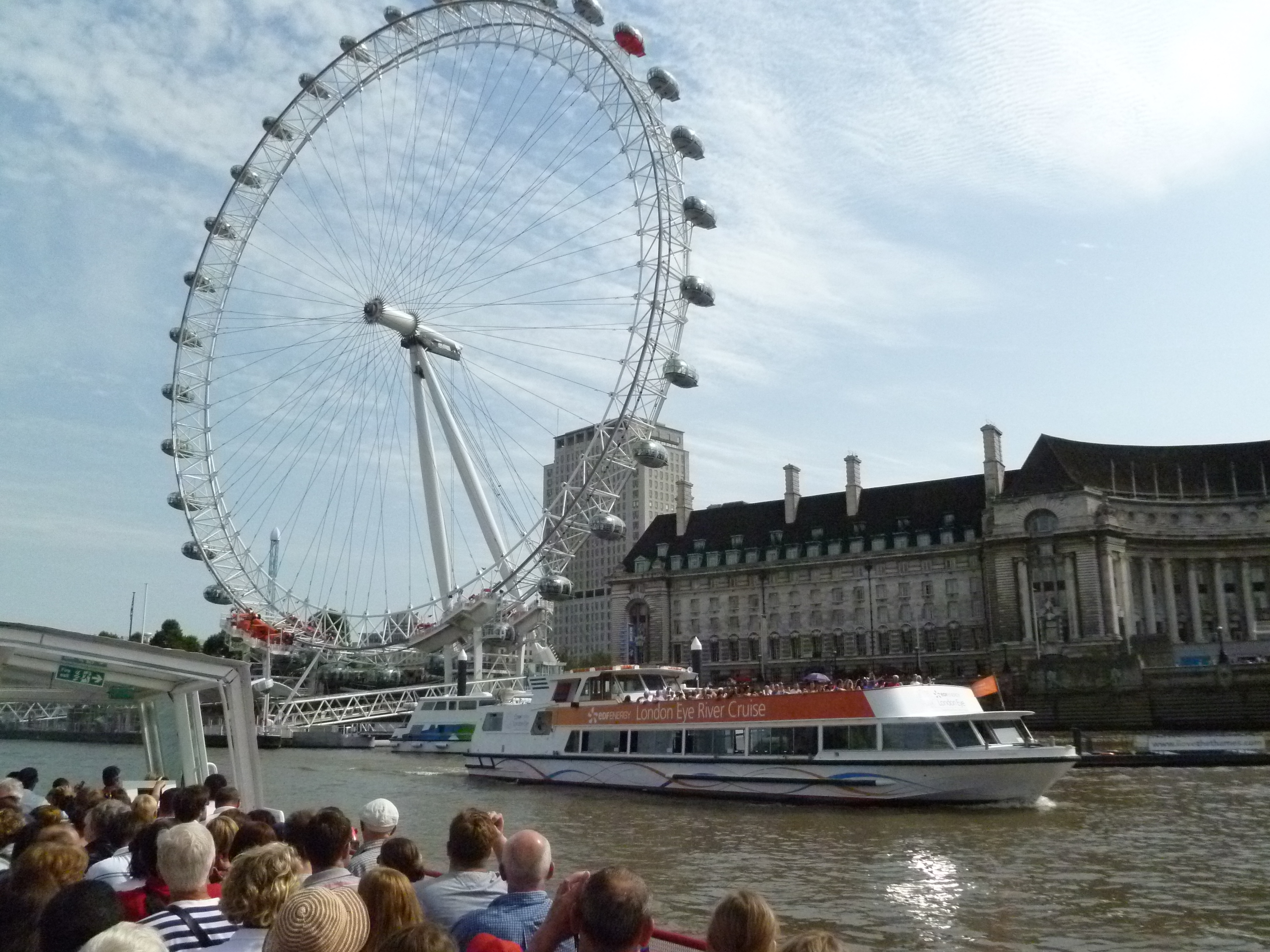
Экскурсионный тур по Темзе. Вид на знаменитое колесо обозрения «Лондонский глаз» (London Eye)

Тур (через фр. tour — «оборот», через лат. tornus, от др.-греч. τορνοσ — «круг, циркуль», от глагола τορνεω — «поворачиваю, делаю круглым») — организованная поездка в одну или несколько стран с возвращением в исходный пункт назначения. Современный рынок туристических услуг предлагает большое количество туров и туристических маршрутов. Все они имеют характерные отличительные особенности и адресованы различным группам потребителей.

## Планирование и формирование туров
Тур является основным результатом деятельности туристических компаний, выступающих на рынке в роли туроператоров или турагентств. Разработкой и формированием туров занимаются туроператоры. Реализацию туров могут осуществлять как туроператоры, так и туристические агентства.
Любой тур, как правило, включает комплекс различных туристических услуг, предоставляемых туристу. В число таких услуг входят:
- «обеспечение транспортного обслуживания» — бронирование и покупка авиа, ж/д и других билетов, а также организация трансфера, позволяющего добраться до места назначения или передвигаться по маршруту путешествия.
- «организация проживания туриста» — бронирование отелей (часто с нестандартными видами питания по типу «Всё включено»), хостелов, гостевых домов, кемпингов или предоставление аренды жилого помещения, такого как апартамент, вилла, и прочее.
- «экскурсионное обслуживание» — отдельные туры могут включать различные экскурсии, услуги гидов, входные билеты в музеи, театры, на шоу, концерты и прочие мероприятия.

## Классификация туров
Все туры подразделяются на два основных типа — пакетные и индивидуальные:
Пакетные туры — это туры, включающие в себя заранее спланированный набор услуг с определёнными параметрами: дата вылета/прилета, название отеля, длительность тура, состав туристов, и т. п. Пакетные туры создаются и ориентируются на массовый потребительский спрос.
Индивидуальные туры особенно актуальны для путешественников, которые ищут уникальные или ещё мало популярные туристические направления. Индивидуальные туры подразделяют на заказные и самостоятельные:
- «Заказные индивидуальные туры» предназначены для отдельных потребителей и формируются туристической компанией с учётом персональных пожеланий. В программу такого тура может входить разработка необычного туристического маршрута, предоставление автомобиля с персональным водителем, организация экскурсий с личным гидом, посещение развлекательных мероприятий и т. п.
- «Самостоятельные индивидуальные туры» предполагают полную свободу по созданию маршрута поездки и грамотное распределение затрат на личное усмотрение туриста. Самостоятельное бронирование туристических услуг для туров особенно не массовых направлений в большинстве случаев поможет сэкономить бюджет. Современные системы онлайн-бронирования позволяют осуществить мгновенный поиск и сравнение цен среди различных поставщиков туристических услуг и подобрать наиболее подходящий авиабилет, отель, экскурсию и прочее.

## Виды туров
Существует множество видов туров, каждый из которых опирается на какой-то один определённый классификационный признак (продолжительность тура, вид транспорта, тип проживания и т. п.). В зависимости от содержания программы туры подразделяются на следующие виды:
Экскурсионный тур — один из самых популярных видов туризма. Туристы едут с целью ознакомиться с историей, культурой, архитектурой и искусством других городов и стран. Это может быть как путешествие в один город, так и, например, автобусный тур по Европе.
Горящий тур — это спецпредложение от туроператоров, которые за несколько дней до вылета стараются компенсировать расходы по турам с заранее оплаченными авиабилетами и проживанием в отеле. Такой тур всегда можно приобрести по сниженной цене лишь с одним недостатком — дата отъезда обычно назначена на ближайшие 1—3 дня.
Тур выходного дня представляет собой отличную возможность организовать недорогой отдых на выходные. Такие туры изначально были придуманы для деловых людей, у которых нет времени на полноценный отпуск. Сейчас туры выходного дня актуальны, как для любителей экскурсионного и пляжного отдыха, так и для любителей шоппинга.
Multiway-тур — новинка в мире туристического рынка. Multiway-туры позволяют посетить несколько стран в рамках одной поездки за счёт длительных транзитных остановок. Такая программа особенно актуальна для перелётов дальнего следования. Путешественники оплачивают тур в одну страну, а останавливаясь на несколько часов в других странах для транзита, имеют возможность посетить ещё один или даже два крупных города бесплатно по направлению в пункт основного отдыха и обратно.
Свадебный тур предполагает организацию отдыха на море, или поездку в один из красивейших городов мира. Такой тур, как правило, включает перелёт, проживание в номере для молодожёнов или даже в каком-нибудь за́мке, проведение символической брачной церемонии, услуги фотографа, праздничный ужин и прочие услуги в зависимости от бюджета.
Спортивный тур обязательно включает наличие спортивных мероприятий или активные способы передвижения (велотуры, горнолыжные пробежки, рафтинг лай винт, приключенческие экспедиции и прочее);
Курортно-оздоровительный тур предполагает отдых, связанный с лечением и улучшением общего состояния. В санаториях отдыхающим предоставляют ряд оздоровительных мероприятий, направленных на восстановление организма (водогрязелечение, приём минеральной воды, фито процедуры, отдых у моря и т. п.).
Событийный тур. Ключевой составляющей такого вида туров является какое-то необыкновенное мероприятие или событие, например карнавал в Бразилии, Каннский кинофестиваль, велогонка «Формула-1», чемпионат Европы по футболу, королевские скачки Royal Ascot и многое другое. Помимо бронирования организации перелёта, трансфера и размещения, тур-компания также должна позаботиться о приобретении билетов на данные мероприятия.
Тематический тур предполагает преобладание экскурсионной программы и/или занятий познавательной направленности (посещение фольклорных праздников, музеев, изучение иностранного языка и т. п.).
Деловой тур — это организация деловой поездки в другой город или другую страну. Часто такие поездки связаны с посещением различных конференций, симпозиумов, выставок и проведением деловых встреч. Туристическая компания обеспечивает полный комплекс услуг по перелёту, трансферу, размещению в отеле, а также в случае необходимости аренду конференц-зала, оснащённого специальным оборудованием для проведения совещаний и прочих мероприятий.
Религиозный тур — это путешествие, имеющее целью выполнение каких-либо священных процедур, миссий, обетов. К таким видам туров относятся поездки или паломничество к святым местам.
Приключенческий тур — особый вид активного туризма. Туристов ждёт какое-либо незабываемое путешествие, например, в джунгли или пустыню. Со своей стороны туристическая компания должна обеспечить безопасность клиента.